# Minuartia
Minuartia es un género de pequeñas plantas   perteneciente a la familia Caryophyllaceae. El género está ampliamente distribuidos siendo nativo de Asia, Europa y Norteamérica. Comprende 301 especies descritas y   de estas, solo 101 aceptadas.

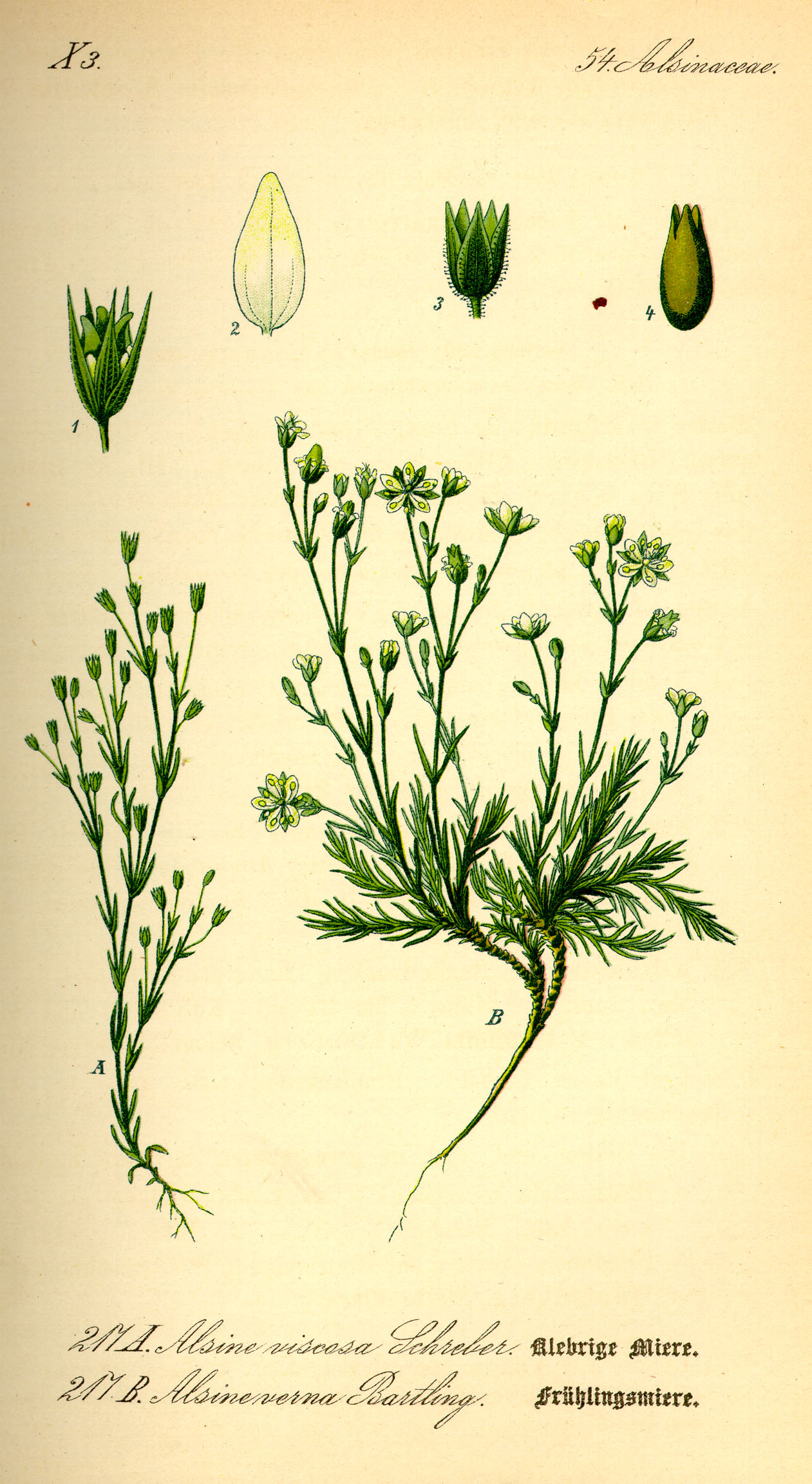
Minuartia viscosa

## Descripción
Son hierbas anuales o perennes o a veces arbustos enanos. Hojas opuestas, lineales o subuladas, raramente oblongas o lanceoladas, estipuladas. Flores pequeñas, en cimas dicasiales  o solitarias, terminales. Sépalos 5 (4). Pétalos 5 (4 o 0), blanco o rosado, enteros o retusos. Estambres 10 o menos, rara vez insertados en el disco perigino con lóbulos simples. El fruto en cápsula dehiscente con 3 (-5) válvulas. Semillas muchas, casi reniformes.

## Hábitat
Son pequeñas plantas que crecen en condiciones inhóspitas, tales como roquedales o suelos pedregosos. Se encuentran en climas alpinos.
Muchas especies de Minuartia fueron anteriormente clasificadas en el género Arenaria, y en el obsoleto género  Alsine. Minuartia sedoides estaba anteriormente en  Cherleria.

## Taxonomía
El género fue descrito por Carlos Linneo y publicado en Species Plantarum 1: 89. 1753.  La especie tipo es: Minuartia dichotoma L.

## Especies
- Minuartia arctica arctic sandwort
- Minuartia austromontana Columbian sandwort
- Minuartia biflora mountain sandwort
- Minuartia californica California sandwort
- Minuartia caroliniana pinebarren sandwort
- Minuartia cherlerioides
- Minuartia cismontana
- Minuartia cumberlandensis Cumberland sandwort
- Minuartia dawsonensis rock sandwort
- Minuartia decumbens lassicus sandwort
- Minuartia dichotoma L.
- Minuartia dirphya
- Minuartia douglasii Douglas' sandwort
- Minuartia drummondii Drummond's sandwort
- Minuartia elegans
- Minuartia filiorum threadbranch sandwort
- Minuartia gerardii
- Minuartia glabra Appalachian sandwort
- Minuartia godfreyi Godfrey's sandwort
- Minuartia graminifolia (syn. Alsine rosani)
- Minuartia groenlandica Greenland sandwort
- Minuartia hamata (Hausskn.) Mattf.
- Minuartia howellii Howell's sandwort
- Minuartia hybrida
- Minuartia laricifolia
- Minuartia macrantha House's sandwort
- Minuartia macrocarpa longpod sandwort
- Minuartia marcescens serpentine sandwort
- Minuartia michauxii rock sandwort
- Minuartia muscorum Dixie sandwort
- Minuartia nuttallii Nuttall's sandwort
- Minuartia obtusiloba twinflower sandwort
- Minuartia patula pitcher's sandwort
- Minuartia pusilla annual sandwort
- Minuartia recurva
- Minuartia rosei peanut sandwort
- Minuartia rossii Ross' sandwort
- Minuartia rubella
- Minuartia sedoides mossy cyphel
- Minuartia stolonifera
- Minuartia stricta bog sandwort
- Minuartia tenella slender sandwort
- Minuartia uniflora
- Minuartia viscosa
- Minuartia yukonensis Yukon sandwort